# Браун, Крейг
Крейг Джеймс Бра́ун (англ. Craig James Brown; 1 июля 1940, Коркерхилл, Глазго-Сити — 26 июня 2023, Эр) — шотландский футболист, тренер. Выступал на позиции крайнего полузащитника.
В свою бытность футболистом Браун играл за шотландские клубы «Данди» и «Фалкирк».
Ныне Крейг является тренером — руководил командами «Клайд», «Престон Норт Энд», «Мотеруэлл», также был наставником молодёжных и первой сборной Шотландии. Возглавлял «тартановую армию» на двух крупных международных турнирах — чемпионате Европы 1996 и мировом первенстве 1998.

## Клубная карьера
Браун родился 1 июля 1940 года в шотландском городе Гамильтон.
В юности играл за различные школьные команды Шотландии.
Профессиональная карьера Крейга началась в 1958 году, когда Браун пополнил ряды глазговского клуба «Рейнджерс». Не сумев закрепиться в составе «джерс», в октябре 1962 года молодой футболист перебрался в «Данди», где по итогам сезона 1961/62 стал чемпионом Шотландии.
В «Данди» Крейг провёл четыре с половиной года, однако так и не смог стать регулярным игроком первого состава клуба.
В 1968 году Браун перешёл в «Фалкирк». Спустя три года Крейг объявил о завершении своей карьеры футболиста из-за хронической травмы колена, на котором ему только за 1971 год было сделано пять операций.

### Достижения в качестве игрока
«Данди»
- Чемпион Шотландии: 1961/62

## Тренерская карьера
В 1974 году Браун по приглашению главного тренера клуба «Мотеруэлл», Иана Сент-Джона, стал ассистентом наставника «сталеваров».
Проработав в команде из Северного Ланаркшира три года, Крейг принял предложение возглавить команду «Клайд». На посту главного тренера этого клуба Браун провёл 10 сезонов, приведя камбернолдский коллектив к званию победителей Второго дивизиона Шотландии по итогам сезона 1981/82.
В 1986 году Крейг покинул пост наставника «Клайда», перейдя на работу в национальную сборную Шотландии, где он стал помощником менеджера «горцев», Энди Роксбурга. В то же время Браун был назначен главным тренером молодёжных команд «тартановых».
В 1989 году сборная Шотландии (до 17 лет), ведомая Крейгом, завоевала серебряные медали чемпионата мира среди юношей не старше 17 лет. Через три года Браун с молодёжной командой «горцев» дошёл до полуфинала европейского первенства молодёжных сборных.
В декабре 1993 года Крейг был утверждён в качестве главного тренера первой сборной Шотландии. Под руководством Брауна «тартановая армия» принимала участие в чемпионате Европы 1996 и мировом первенстве 1998. В 2001 году специалист добровольно ушёл в отставку с поста наставника сборной, не сумев вывести «горцев» на чемпионат Европы 2000 и чемпионат мира 2002. Преемником Брауна на тренерском мостике национальной команды Шотландии стал немец Берти Фогтс.
Под руководством Крейга «тартановая армия» провела 70 официальных поединков — это самое большое количество игр среди всех наставников «горцев» за 140-летнюю историю существования шотландской сборной.
29 апреля 2002 года Браун вернулся к тренерской деятельности, став главным тренером английского клуба «Престон Норт Энд». 29 августа 2004 года Крейг по взаимному соглашению с руководством «лилейно-белых» оставил руководство командой, уйдя в отставку. Официальной причиной увольнения специалиста пресс-служба «Престона» назвала слабый старт клуба в Чемпионшипе.
Сезон 2007/08 Браун проработал тренером-консультантом в «Дерби Каунти».
В октябре 2008 года в шотландской прессе появились сообщения, рассказывающие о том, что руководство бывшего клуба Крейга, «Данди», рассматривает кандидатуру 68-летнего специалиста на замещение вакантной должности главного тренера «тёмно-синих». Эти слухи подтверждения не получили — наставником команды Первого дивизиона стал Джоки Скотт. 28 декабря 2009 года Браун был назначен исполняющим обязанности главного тренера клуба «Мотеруэлл». В феврале 2010 года Крейг стал полноправным наставником «сталеваров», но без постоянного контракта, то есть зарплату специалист получал еженедельно на основе сложной схемы, предложенной руководством ланаркширского коллектива.
8 декабря интерес к Брауну высказал «Абердин», оставшийся без тренера после увольнения Марка Макги. Крейг заявил, что он был бы не прочь возглавить «красных», так как ему «порядком надоело своё подвешенное контрактное состояние в „Мотеруэлле“». 10 декабря «Абердин» официально объявил, что Браун стал главным тренером клуба.

### Достижения в качестве тренера

#### Командные достижения
«Клайд»
- Победитель Второго дивизиона Шотландии: 1981/82

 Сборная Шотландии (до 17 лет)
- Вице-чемпион мира: 1989

#### Личные достижения
- Тренер месяца шотландской Премьер-лиги (4): январь 2010, февраль 2010, январь 2012, октябрь 2012
- Зал славы шотландского футбола: включён 15 ноября 2010

## Личная жизнь
В 2001 году за выдающийся вклад в развитие британского футбола Брауну была присвоена степень Командора Ордена Британской Империи.
15 ноября 2010 года Браун был введён в Зал славы шотландского футбола.